# سعادة (فلم 1924)
سعادة (بالإنجليزية: Happiness) هو فيلم أبيض وأسود كوميدي أمريكي صامت إنتاج عام 1924 أخرجه كينج فيدور وبطولة الممثلة المسرحية لوريت تايلور في أحد عروضها السينمائية النادرة. الفيلم مأخوذ عن مسرحية برودواي عام 1914 التي تحمل نفس الاسم والتي كتبها زوج تايلور جيه هارتلي مانرز.

## ملخص الفيلم
تدعم جيني راي والدتها وحدها، تحصل على عمل في متجر خياطة. تم استدعاؤها لتسليم عدة عباءات للسيدة كريستال بول. أصبحت السيدة بول التي تشعر بالملل من الحياة، مهتمة بفلسفة جيني عن السعادة، وتحثها على السكن في قصر بول، ومع ذلك سرعان ما تتعب جيني منه وتعود إلى بروكلين. تواصل تنمية صداقة السيدة بول، التي تساعدها في جهودها للحصول على متجر أزياء خاص بها. يقع فيرموي ماكدونو كهربائي في حب جيني ويتزوجان، بعد عدة سنوات تمتلك جيني متجرًا خاصًا بها وتواصل نشر السعادة.

## روابط خارجية
- سعادة  في قاعدة بيانات الأفلام على الإنترنت (بالإنجليزية)
- سعادة على موقع أول موفي.